# Potynia
Potynia (potocznie Potena) – strumień o długości 2,6 km na Wybrzeżu Słowińskim, uchodzi do Morza Bałtyckiego na zachód od wsi Modlinek. Płynie w całości na terenie wiejskiej gminy Ustka, w powiecie słupskim, w woj. pomorskim.
Wypływa z północno-zachodniego brzegu jeziora Modła, w którym zbierają się wody cieków: Pęplina, Struga Lędowska, Pogorzeliczka.
W wyniku badań jakości wód płynących w 2009 r. oceniono stan fizykochemiczny Potyni na poniżej dobrego.
Obwód rybacki obejmuje wody Potyni na całej jej długości wraz z wodami jej dopływów oraz dopływów jeziora Modła, z wyłączeniem wód w granicach rezerwatu przyrody „Jezioro Modła”.
Nazwę Potynia wprowadzono urzędowo zarządzeniem w 1953 roku, zastępując poprzednią niemiecką nazwę Potene.